# Веселовка (Гомельская область)
Весело́вка (бел. Весялоўка) — деревня в Круговец-Калининском сельсовете Добрушского района Гомельской области Республики Беларусь.

## Физико-географическая характеристика

### Географическое положение
В 49 км на юго-восток от районного центра Добруш, в 66 км от Гомеля, в 6 км от железнодорожной станции Круговец, расположенной на линии Гомель — Бахмач. На западе деревня граничит с урочищем Круглое.

## Транспортная сеть
Транспортная связь по просёлочной дороге, затем по автомобильной дороге Р124 Тереховка — Гомель.
Планировка состоит из слегка выгнутой, меридианной направленности, улицы. К ней с юго-востока примыкает вторая короткая улица. Застройка двухсторонняя, деревянными домами.

## История
По письменным источникам деревня известна с XIX века и находилась в составе Гомельского уезда Могилёвской губернии. В 1880 году в деревне находился хлебозапасный магазин.
В 1897 году работала школа грамоты. В 1909 году входила в состав Поповской волости Гомельского повета. Работала мельница.
С 1926 года в деревне работали начальная школа и отделение связи. Веселовка входила в состав Круговец-Калининского сельсовета Краснобудского района Гомельского округа.
В 1930 году организован колхоз имени В.М. Молотова. В деревне находились ветряная мельница, кузница.
В 1974 году в Веселовку переселились жители, ныне не существующего, посёлка Городок. Деревня находилась в составе колхоза имени М. В. Фрунзе с центром в посёлке Круговец-Калинино. Работал клуб.

## Население
Количество дворов в посёлке — 22, население — 28 человек. 

### Численность
- 2004 год — 31 двор, 44 жителя

| Численность жителей Веселовки по годам |      |      |      |      |
| 1880                                   | 1897 | 1909 | 1959 | 2004 |
| 553                                    | ↗626 | ↗708 | ↘273 | ↘31  |

### Динамика дворов
- 1880 год — 81 двор
- 1897 год — 101 дворов
- 2004 год — 31 двор

## Достопримечательность

### Памятник, скульптура
- Памятник воинам, погибшим в годы Великой Отечественной войны

## Известные уроженцы
- П. К. Матвеенко — заслуженный лесовод Белоруссии